# Стен (одиниця)
Стен (фр. sthène) — одиниця сили в системі одиниць МТС, яка застосовувалася в СРСР з 1933 по 1955 р.
1 стен дорівнює силі, яка діючи на масу в 1 тонну, надає їй прискорення 1 м/с2.
1 стен = 1 т·м/с2 = 103 Н.